# Comme un homme (chanson)
I'll Make a Man Out of You
Pour les articles homonymes, voir Comme un homme.
Pistes de Mulan (en)
Réflexion Une belle fille à aimer
Pistes de Mulan (en)
Reflection A Girl Worth Fighting For
Comme un homme (I'll Make a Man Out of You en version originale) est une chanson provenant du 54e long métrage d'animation des studios Disney, Mulan, sorti en 1998. Les paroles de la version originale ont été écrites par David Zippel et la musique a été composée par  Matthew Wilder. Dans le film, la chanson est interprétée par le capitaine Li Shang, qui dans la version originale, est incarné par le chanteur américain Donny Osmond, la version française est elle adaptée par Luc Aulivier et est chantée par Patrick Fiori. La chanson possède également un chœur comportant les apparitions de Mulan (VO : Lea Salonga/VF : Marie Galey), Mushu (VO : Eddie Murphy/VF : José Garcia), Chien-Po (VO : Jerry Tondo/VF : Thierry Ragueneau), Ling (VO : Matthew Wilder/VF : Pierre-François Pistorio) et Yao (VO : Harvey Fierstein/VF : Michel Vigné).
I'll Make a Man Out of You a été écrit pour remplacer la chanson We'll Make a Man of You après que le compositeur original du film Stephen Schwartz a quitté le projet pour travailler sur Le Prince d'Égypte (1998) de DreamWorks. Avant Mulan, Donny Osmond avait auditionné pour le rôle d'Hercule dans le long-métrage d'animation de Disney de 1997, un rôle pour lequel il a finalement été rejeté par les réalisateurs parce que sa voix leur paraissaient donner un caractère trop âgé au personnage. Disney a finalement casté Osmond pour la voix chantée de Shang parce que sa voix de chant était similaire à la voix parlée de B. D. Wong qui prête sa voix au personnage.
Une chanson de style militaire au tempo rapide, Comme un homme est interprété par Shang, qui à travers un montage-séquence humoristique permet d'effectuer une transition au sein du film en montrant l'entraînement rigoureux dans lequel ses jeunes soldats inexpérimentés tentent de justifier leur peine pour devenir de robuste guerriers. Le titre de la chanson est considéré comme ironique du fait que Mulan, qui s'appuie sur l'intelligence, se révèle finalement plus compétente que ses camarades masculins.
I'll Make a Man Out of You a reçu des critiques principalement positives de la part des critiques cinématographiques et musicales, dont certains la considère comme la meilleure chanson du film, tout en louant la performance d'Osmond. Les critiques ont aussi établi des comparaisons entre la chanson et le film d'animation Hercule de Disney, tout en rapprochant le rôle et la transformation de Mulan à la performance de l'actrice Demi Moore incarnant le lieutenant Jordan O'Neil dans le film À armes égales (1997). La chanson est depuis apparue sur plusieurs listes « best of » de chansons Disney, comprenant ceux de Total Film et du New York Post.

## Résumé
Le capitaine Li Shang, fraîchement promu par son père, reçoit l'ordre de former et de transformer une compagnie d'homme sans expérience et sans qualification en une unité digne de l'armée impériale. La scène commence par le rassemblement des nouvelles recrues au garde à vous, écoutant les instructions du capitaine, ce dernier tire alors une flèche au sommet d'un grand mât et défit ses soldats de l'escalader afin de la récupérer, tout en supportant deux poids, un symbolisant la discipline et un symbolisant la force, mais aucun des hommes n'y parvient. Débute alors un entrainement intense mené par Shang, sûr de « faire de vrai hommes » d'eux, et sous le contrôle de Chi-Fu, comprenant l'enseignement des arts martiaux, du tir à l'arc, de la pêche à mains nues, du tir au canon et la pratique du tameshiwari, du fastpacking ainsi que divers exercices d'équilibres. Cependant la préparation des hommes s'avère infructueuse, ces derniers se montrant incapables de réaliser les exercices au grand dam de Shang. Mulan, alors sur le point d'être chassée pour ses médiocres performances, réussit finalement à escalader le mât grâce à son ingéniosité d'utiliser son handicap à son avantage. À la suite de cet événement, les troupes sont remotivées, et immédiatement, tout le monde se remet au travail. À la fin de l'entrainement, les soldats se sont considérablement améliorés et le résultat promis de la pratique porte enfin ses fruits, les troupes partent fin prêtes pour affronter les Huns.

## Autres doublages et parodie
Lorsque Mulan est sortie en Chine, l'acteur hongkongais Jackie Chan a été engagé pour doubler la voix de Shang et enregistre Comme un homme en trois langues : en mandarin, en chinois standard et en cantonais. L'édition spéciale du DVD du film dispose d'un clip de Jackie Chan interprétant la chanson. La vidéo montre également Chan effectuer une chorégraphie d'arts martiaux. Accueillie favorablement, Scott Chitwood de ComingSoon.net écrit que la restitution de Chan est « un ajout amusant pour les fans de Chan », tandis que Nancy Churnin du The Dallas Morning News écrit qu'il a interprété la chanson « très habilement ». Le chanteur mexicain Cristian Castro, qui a interprété Shang dans la version latino-américaine du film, enregistre Comme un homme en espagnol, la chanson est intitulée Hombres de Acción serán hoy,.
En octobre 2014, une parodie de I'll Make a Man Out of You a été mise en ligne sur YouTube intitulée I'll Make a 'Mon Out of You. Il s'agit d'un mashup de Mulan et de la franchise populaire Pokémon, la vidéo met en scène à la place de Mulan le Digimon Gatomon essayant de se faire passer pour le Pokémon Miaouss, tandis que Sasha occupe le rôle de Shang, son dresseur.